# Luis Benito Ramos
Luis Benito Ramos (Guasca, 31 de diciembre de 1899-Medellín, 28 de marzo de  1955) fue un fotógrafo colombiano contemporáneo de un grupo de fotoreporteros entre los que se encontraban figuras como Ignacio Gaitán, Sady González, Carlos Caicedo y Leo Matiz.

## Su carrera artística
Ramos fue un amante de la belleza y de las artes. Así fue como el gobierno colombiano le otorgó, a él y a Adolfo Samper, una beca para estudiar en la Escuela de Bellas Artes de París de 1928 a 1934. Fue allí donde conoció el trabajo fotográfico de Henri Cartier-Bresson y otros fotógrafos que le empezaron a definir un estilo y gusto propios. 
A su regreso a Colombia, abandonó parcialmente la pintura para dedicarse a la fotografía. Durante diez años absorbió gran parte de su tiempo para dejar la pintura como un pasatiempo secundario. Ya en Colombia, sorprendió a los otros fotógrafos que todavía utilizaban equipos más grandes y pesados con su cámara fotográfica rolleicord que había comprado y aprendido a utilizar en Europa, lo que le permitió tener mayor libertad y versatilidad para la composición fotográfica. Más tarde utilizaría una cámara rolleiflex.

## Su obra
El 22 de agosto de 1938 Luis Ramos inaugura una exposición en el Teatro Municipal de Bogotá, celebrada en el marco del IV centenario de la ciudad, titulada 50 aspectos fotográficos de Colombia. Su obra estaba en correspondencia con la sensibilidad cultural nacionalista del momento, en una época en la que el regionalismo era la línea dominante en la producción artística. La crítica contemporánea reparó en la alta calidad de sus imágenes, que hoy permiten calificarlo como uno de los más importantes fotógrafos modernos activos en Latinoamérica en los años treinta del siglo XX. 
Su trabajo presenta la vida y el quehacer del campesino y el trabajador. Viajó por los pueblos y los barrios de las ciudades capturando con habilidad la miseria, el dolor, el hambre, la angustia, la devoción, la belleza y el alma de las personas, situaciones y lugares. Además, combina la visión moral con la forma geométrica que caracterizó el trabajo de fotógrafos como Henri Cartier-Bresson en el que se intenta capturar el instante de verdad del país.
Entre 1934 y 1939 Ramos realizó una crónica sobre el hombre común del pueblo colombiano, en especial del ámbito rural, que fue profusamente divulgada en los semanarios ilustrados de amplio tiraje nacional. En 1937 la revista alemana Gebrauchsgraphik publicó una buena parte de su trabajo.
Ramos fue adicionalmente colaborador en la revista Pan en la que se promovían competencias fotográfícas.
Entre abril y junio de 1987 se realizó una exposición retrospectiva de su obra en la Biblioteca Luis Ángel Arango. Su obra se reparte entre la Colección de arte del Banco de la República y colecciones privadas.